# داچیا نووا
داچیا نووا (Dacia Nova) خودرویی است که در سال‌های ۱۹۹۵—۲۰۰۰در رومانی تولید شده‌است. 
این خودرو در کلاس خودرو کامپکت کوچک قرار گرفته و طراحی آن خودروهای موتور جلو-محور جلو بوده است. سیستم جعبه‌دندهٔ آن ۵ دنده به صورت دستی است.

## نگارخانه

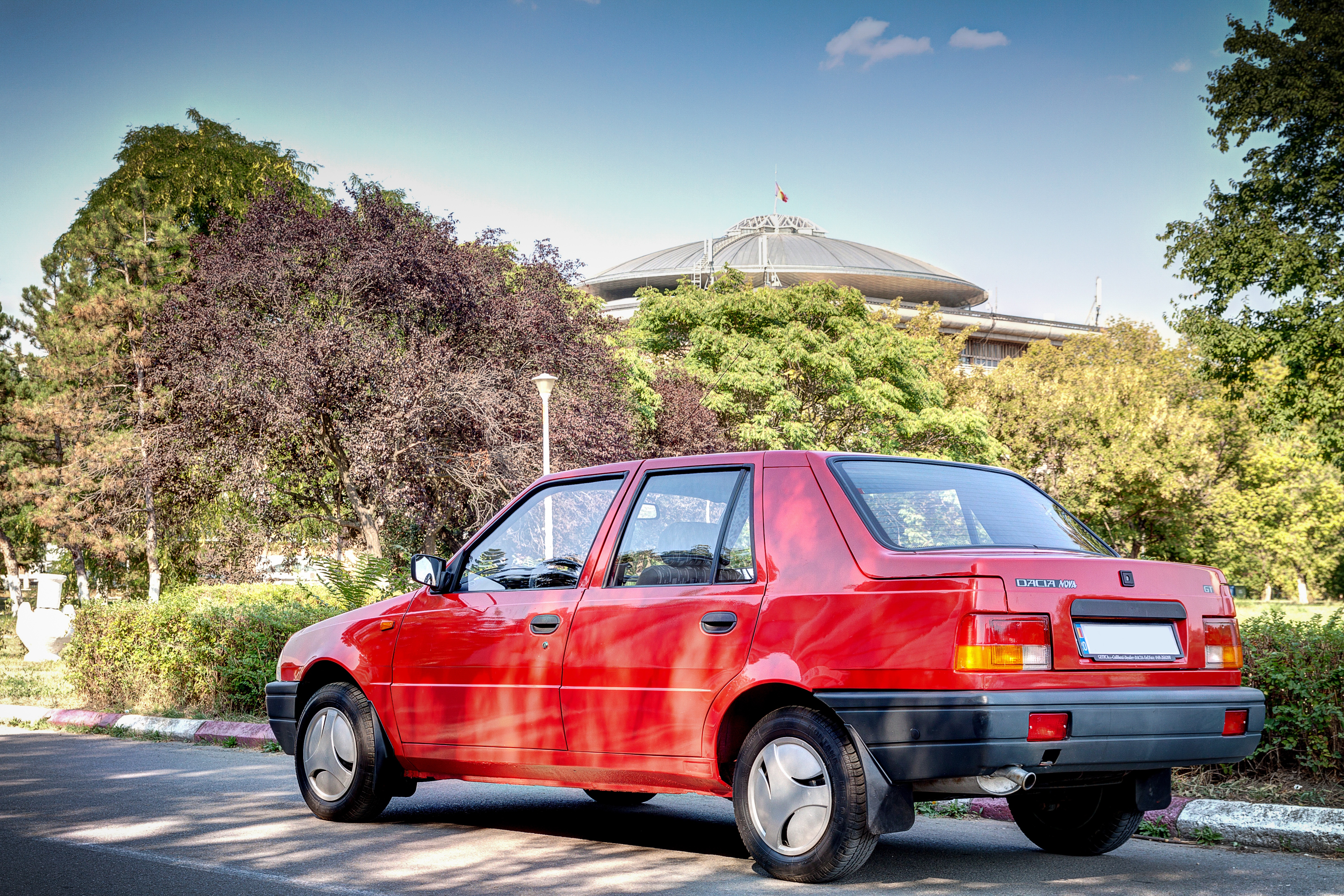
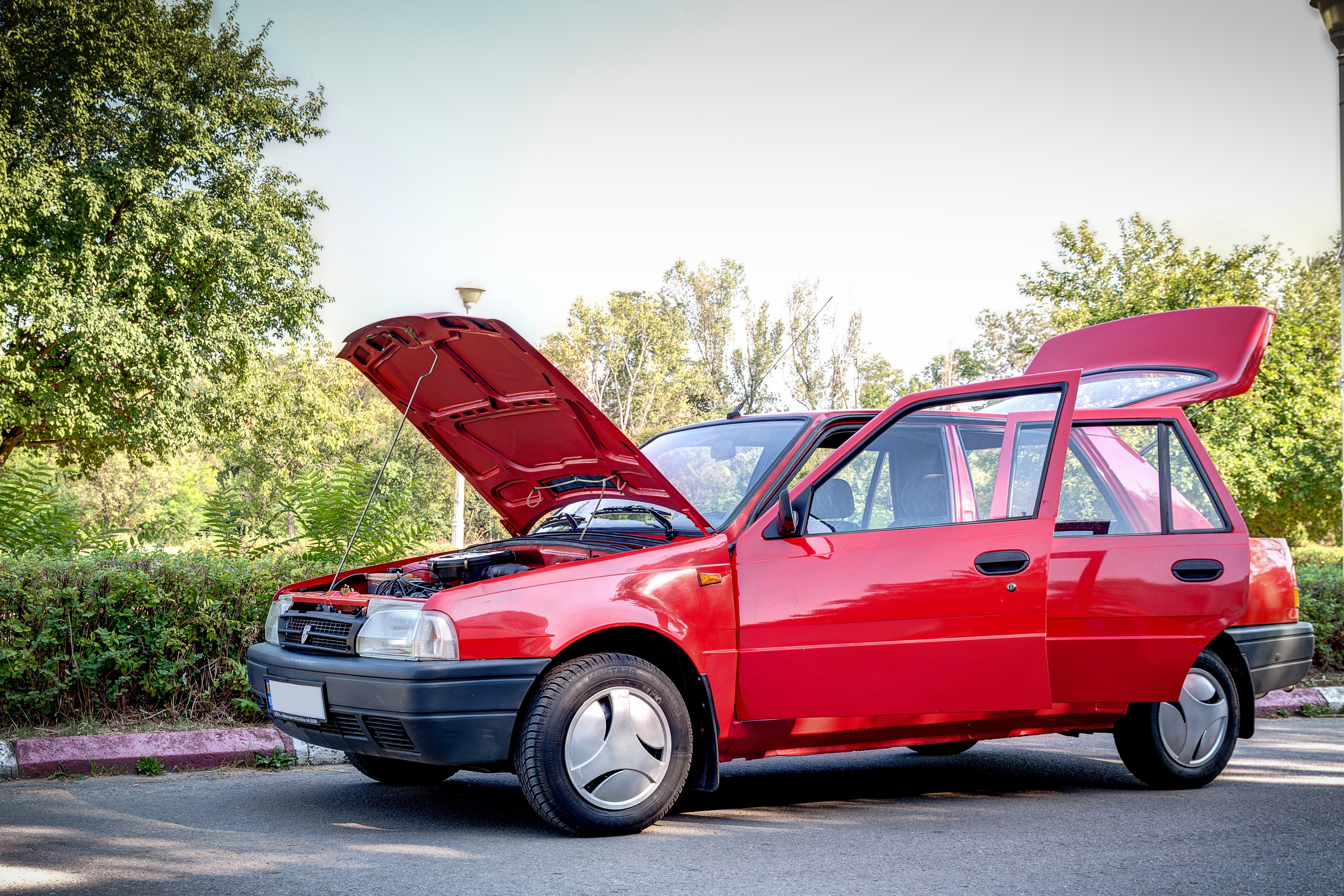
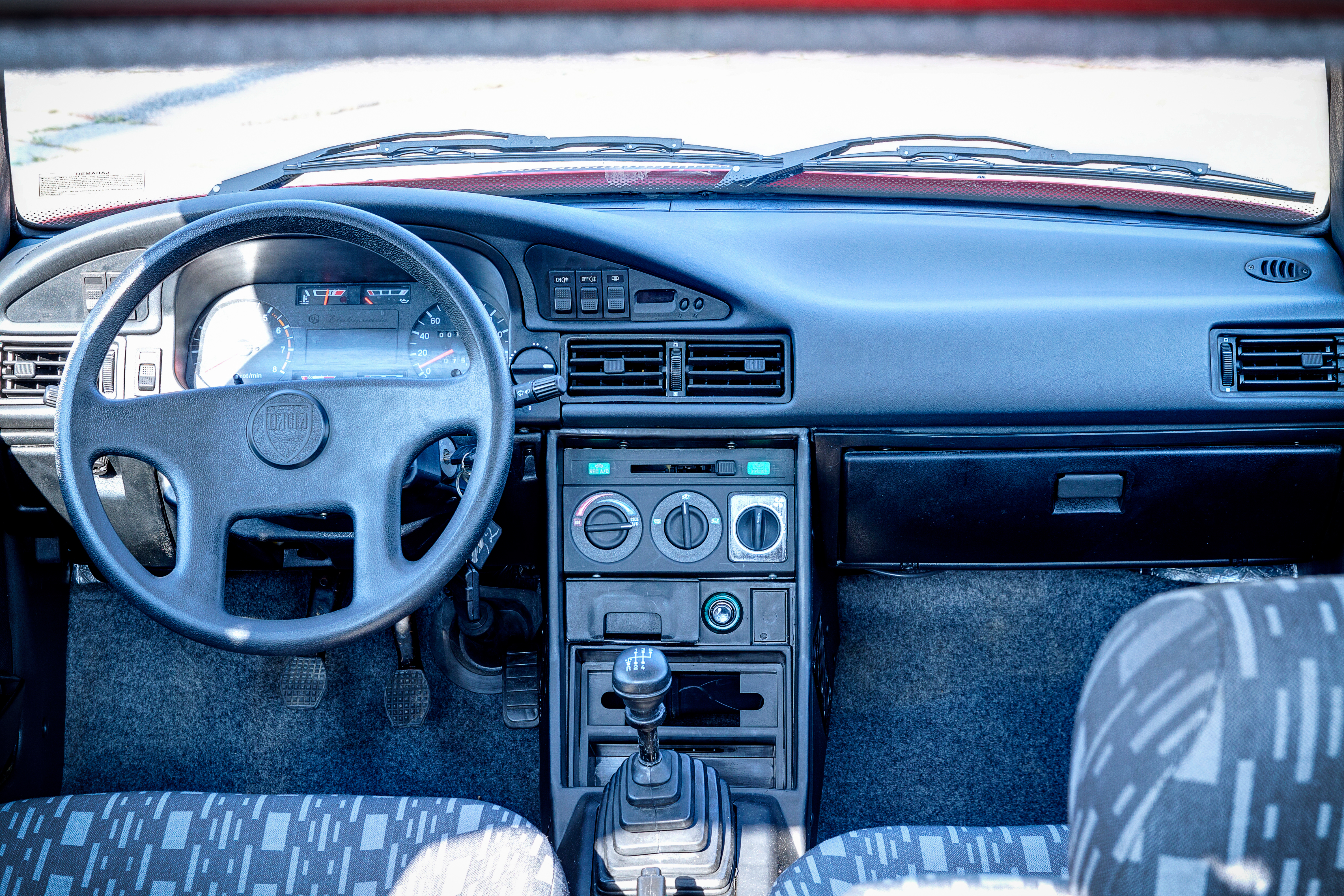